# Шелдон, Ричард
Ри́чард Ше́лдон (англ. Richard Sheldon; 9 июля 1878, Ратленд, Вермонт — 23 января 1935, Нью-Йорк, Нью-Йорк) — американский легкоатлет, чемпион и бронзовый призёр летних Олимпийских игр 1900.
На Играх Шелдон соревновался в толкании ядра и метании диска. В первой дисциплине он стал победителем, установив новый олимпийский рекорд 14,10 м. Во второй он занял третье место с результатом 34,60 м.
Вместе с ним на тех Играх выступал его брат Льюис Шелдон, получивший две бронзовые медали.